# خانه احمد تقا
خانه احمد تقا مربوط به دوره قاجار است و در اصفهان، خیابان خاقانی، کوچه لت استرا واقع شده و این اثر در تاریخ ۱ اردیبهشت ۱۳۸۸ با شمارهٔ ثبت ۲۶۵۸۴ به‌عنوان یکی از آثار ملی ایران به ثبت رسیده است. این اثر در دو قسمت ساخته شده؛ که یک قسمت برای خدمه عمارت وقسمتی به عنوان شاه‌نشین می‌باشد. سقف‌های آن به صورت تیر چوبی می‌باشد.